# Eleonora Juliana Braniborsko-Ansbašská
Eleonora Juliana Braniborsko-Ansbašská (23. října 1663 Ansbach – 4. března 1724 Ansbach) byla braniborsko-ansbašskou princeznou a sňatkem württembersko-winnentalskou vévodkyní.

## Život
Eleonora Juliana se narodila jako dcera markraběte Albrechta II. Braniborsko-Ansbašského a jeho druhé manželky Žofie Markéty, dcery hraběte Jáchyma Arnošta Oettingenského. 31. října 1682 se v Ansbachu provdala za vévodu Fridricha Karla Württembersko-Winnentalského, na svatbě se razila také pamětní mince. Na svatbě se Eleonořin bratr Jan Fridrich setkal s hudebním skladatelem Johannem Sigismundem Kusserem, který později pracoval v Ansbachu.
Fridrich Karel zemřel v roce 1698 na syfilis, kterým onemocněl v roce 1696. Po manželově smrti se Eleonora v roce 1710 přestěhovala do Ansbachu, kde podporovala svou nejmladší dceru, která se v roce 1709 provdala za Eleonořina synovce Braniborsko-Ansbašského. V té době přišla Eleonora do kontaktu s teologem a pedagogem Augustem Hermannem Franckem a také psala písně. Filip Fridrich von Geismar působil jako její správce a poradce.
Eleonora Juliana zemřela 4. března 1724 ve věku 60 let v rodném Ansbachu a byla pohřbena ve Stiftskirche ve Stuttgartu.

## Potomci
Eleonora Juliana měla s Fridrichem Karlem sedm dětí:
- Karel Alexandr Württemberský (24. ledna 1684 – 12. března 1737), císařský generál, říšský polní maršál, vládnoucí vévoda württemberský od roku 1733 až do své smrti, ⚭ 1727 Marie Augusta Thurn-Taxis (11. srpna 1706 – 1. února 1756)
- Dorotea Šarlota Württemberská (1685–1687)
- Fridrich Karel Württemberský (1686–1693)
- Jindřich Fridrich Württembersko-Winnentalský (16. října 1687 – 27. září 1734)
- Maxmilián Emanuel Württembersko-Winnentalský (27. února 1689 – 25. září 1709)
- Fridrich Ludvík Württembersko-Winnentalský (5. listopadu 1690 – 19. září 1734), ⚭ 1722 Uršula Kateřina Lubomirská (25. listopadu 1680 – 4. května 1743)
- Kristýna Šarlota Württembersko-Winnentalská (20. srpna 1694 – 25. prosince 1729), ⚭ 1709 Vilém Fridrich Braniborsko-Ansbašský (8. ledna 1686 – 7. ledna 1723)